# 鑽石行動
鑽石行動是一項由以色列情報特務局（俗稱摩薩德）策劃及執行的間諜行動，目標是取得蘇聯當時最新款的米格-21戰鬥機。行動於1966年8月16日完成，由一名伊拉克飛官駕駛他的米格-21降落在以色列的空軍基地。

## 經過

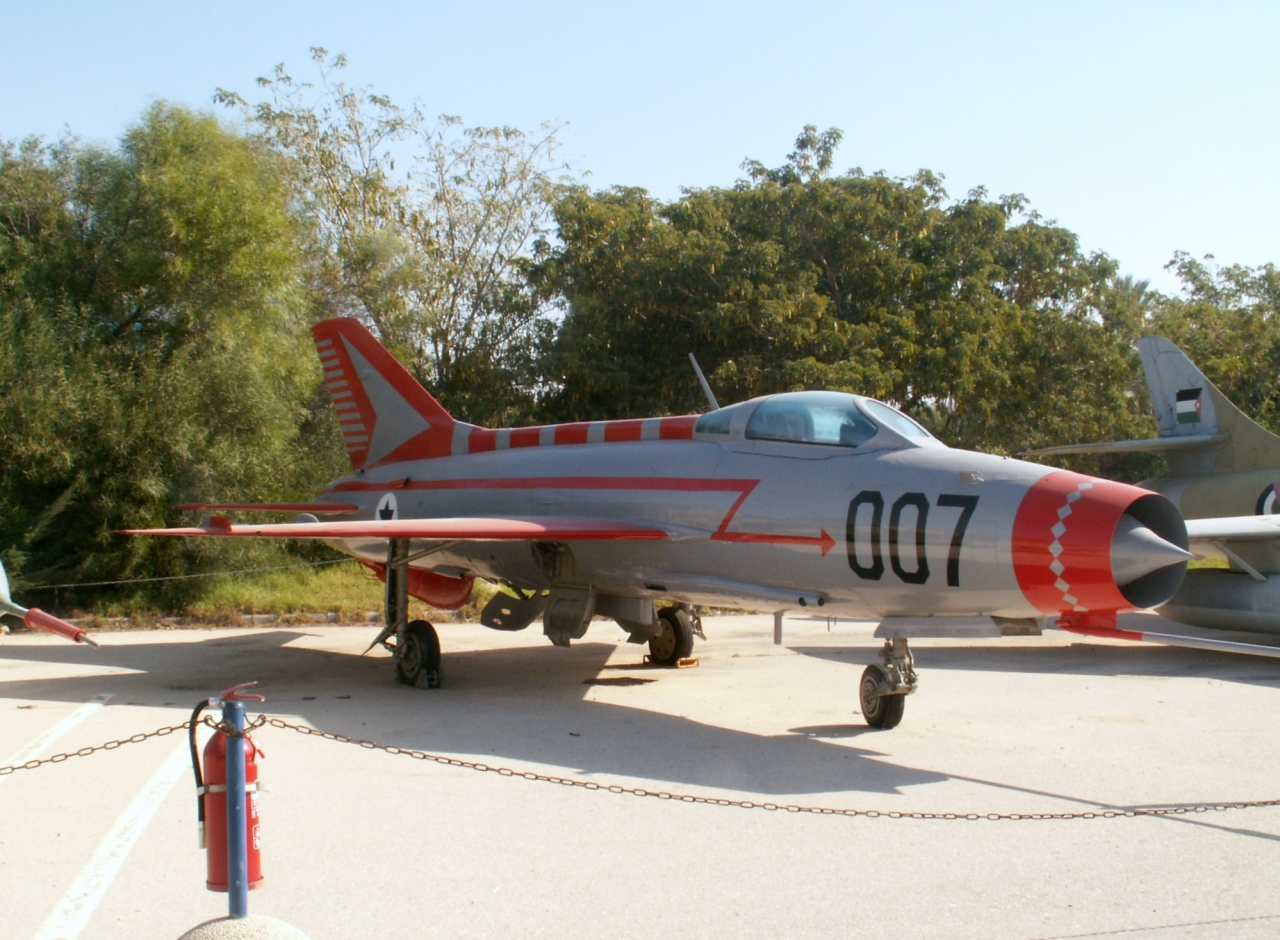
偷回來的米格-21，現存放在以色列空軍博物館

1959年米格-21開始量產及服役，是當時蘇聯最先進的戰機，而埃及、伊拉克和敘利亞都取得了一些米格戰機。西方國家千方百計想要取得一架米格-21，以了解其作戰能力。
1962年摩薩德首次嘗試取得一架米格-21，特工让·汤马斯（Jean Thomas）及其團隊奉命在埃及尋找一名願意把米格-21飛到以色列的飛行員，報酬為100萬美元。他們接觸了一名埃及飛行員，但他出賣了汤马斯等人，汤马斯、汤马斯父親及其團隊以間諜罪名被捕。汤马斯和另外兩人被判絞刑，餘下的人被長期監禁。第二次嘗試亦以失敗收場，兩名伊拉克飛行官拒絕合作，特工只好殺了他們以免洩漏風聲。
1964年，摩薩德得悉伊拉克籍猶太人优素福（Yusuf）自稱認識一名能把米格-21飛到以色列的伊拉克飛行官。优素福女友的姐姐嫁給了伊拉克飛行官穆尼尔·雷德发（Munir Redfa），他是一名阿拉伯基督徒，在軍旅生涯上並不如意，且被長官指派去轟炸庫爾德人的村落，使他萌生去意。摩薩德特工花了近一年時間結交雷德发，並說服他往歐洲一趟。雷德发在雅典與其它摩薩德特工會面，而局長梅厄·阿米特則在他們的會面裡暗中監視。摩薩德要求他把一架米格-21飛離伊拉克國境，報酬為一百萬美元、以色列公民身份和就業保證，而雷德发亦答應了。之後雷德发到達以色列參觀將會降落的空軍基地，同時與空軍總司令會面，研究飛行路線及潛在危險。摩薩德帶雷德发在特拉維夫的大街參觀，然後去高級餐廳吃飯，之後就飛去雅典轉機到巴格達。
在行動展開前，摩薩德便帶雷德发的家屬離開伊拉克到歐洲，經過多次轉機後才飛到以色列。1966年8月14日，雷德发駕駛著米格-21起飛，但出了小故障而折返。兩天後，米格-21再次起飛，飛到以色列領空後，空軍總司令便指派兩架幻象3型戰鬥機護航，並命令其它人在沒有他的命令下不准輕舉妄動，以免有人「攔截」這敵機。在降落後的記者會上，雷德发表示他把飛機用到最後一滴燃油。

## 結果
雷德发帶回來的米格戰機被編成007號。數星期後以色列飛行員丹尼·沙皮拉（Danny Shapira）成為西方國家第一位駕駛米格-21的人，以色列空軍分析了米格-21的性能，了解其強弱之處，明白了為何這飛機備受西方國家推崇──米格-21比幻象3型飛得又快又高又輕。1967年4月7日戈蘭高地空戰，以軍的幻象戰機在零損傷下擊落六架敘軍米格-21，此外亦在後來的六日戰爭扮演著重要角色。
以色列成功取得米格-21的消息公佈後震撼全球，美國立即派出特使團前往以色列，要求學習和試飛，而以色列要求美國分享蘇聯最新型防空飛彈的資料。1968年1月，以色列将米格-21借給美國做研究，為後來以色列訂購F-4幽靈II戰鬥機鋪路。